# Wissenschaftsjahr 1534
Liste der Wissenschaftsjahre

◄◄ | ◄ | 1530 | 1531 | 1532 | 1533 | Wissenschaftsjahr 1534

Weitere Ereignisse
Dieser Artikel behandelt das Wissenschaftsjahr 1534.

## Ereignisse

### Biowissenschaften

#### Biologie

##### Botanik
- Der polnische Arzt und Botaniker Stefan Falimierz veröffentlicht in Krakau sein Buch O ziolach y o moczy gich (deutsch: Über Kräuter und ihre Wirksamkeit). Es handelt sich um das erste – reich illustrierte – Kräuterbuch in polnischer Sprache.[1]

#### Medizin
- Der italienische Gelehrte Girolamo Fracastoro veröffentlicht in Venedig seinen medizinisch-philosophischen Traktat De vini temperatura sententia (deutsch: Meinung zur Temperatur von Wein). Das Werk befasst sich mit den medizinischen Eigenschaften und der Temperierung von Wein.[2]
- Das erste medizinische Wörterbuchs in polnischer Sprache erscheint.[3]

### Naturwissenschaften

#### Astronomie
- Der französische Mathematiker Oronce Finé veröffentlicht bei Simon de Colines in Paris sein Werk Quadrans astrolabicus, omnibus Europae regionibus inserviens (deutsch: Ein Astrolabium-Quadrant, nützlich für alle Regionen Europas). Bei dem Buch handelt es sich um eine verbesserte Neuauflage der Erstausgabe des Werkes aus dem Jahr 1527, in dem ein Instrument zur Messung von Höhenwinkeln von Gestirnen und zur Ortsbestimmung beschrieben wird.[4]

#### Geowissenschaften

##### Geographie / Entdeckungen
- Entdeckungsreise von Jacques Cartier[5]
  - 20. April: Der französische Seefahrer Jacques Cartier startet auf Geheiß von König Franz I. von Saint-Malo aus zu einer Entdeckungsreise mit dem Auftrag, bei Neufundland Fischgründe zu suchen. Er findet indessen Gebiete, die später Neufrankreich werden.
  - 10. Mai: Cartier erreicht Neufundland. Er passiert die Nordküste der Insel und segelt durch die Belle-Isle-Straße.
  - 09. Juni: Cartier ist der erste Europäer, der den Sankt-Lorenz-Strom entdeckt.
  - 06. Juli: Cartier gelangt in die Baie des Chaleurs. Hier kommt es zum ersten Kontakt mit den Ureinwohnern Amerikas vom Algonkin-Volk der Mi’kmaq. Im Anschluss fährt er den Sankt-Lorenz-Golf hinauf.
  - 24. Juli: Jacques Cartier erreicht die Mündung des Sankt-Lorenz-Stromes und nimmt auf der Halbinsel Gaspésie das Gebiet für die französische Krone in Besitz, womit die Kolonisierung Kanadas durch die Franzosen beginnt. Danach erreicht Cartier als erster Europäer die spätere Prince Edward Island, die von den Franzosen Île Saint-Jean genannt wird.
  - 05. September: Die Expedition kehrt nach Saint-Malo zurück.[6]
- Ein Faksimile des Originalmanuskripts von Jacques Cartiers erster Reise 1534 mit Anmerkungen von James Phinney Baxter findet sich in dessen Buch A Memoir of Jacques Cartier, sieur de Limoilou – His Voyages to the St. Lawrence: A Bibliography and a Facsimile of the Manuscript of 1534, with Annotations, Etc. aus dem Jahr 1906.[7]
- Unter dem Titel Recens et integra orbis descriptio (deutsch: Eine aktuelle und vollständige Beschreibung der Welt) erscheint 1534 die zweite Auflage von Oronce Fines „Doppelherz-Weltkarte“.[8]
- - Abbildungen aus Benedetto Bordones Buch Isolario (1534)
  - Abbildung Azoren
  - Abbildung Kanarische Inseln und Kap Verde
  - Abbildung Madeira
  - Abbildung Irland

Abbildungen aus Benedetto Bordones Buch Isolario (1534)
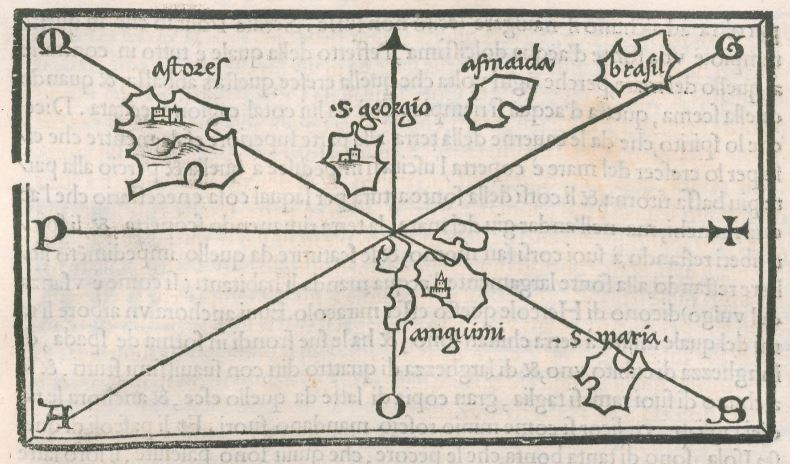
Abbildung Azoren
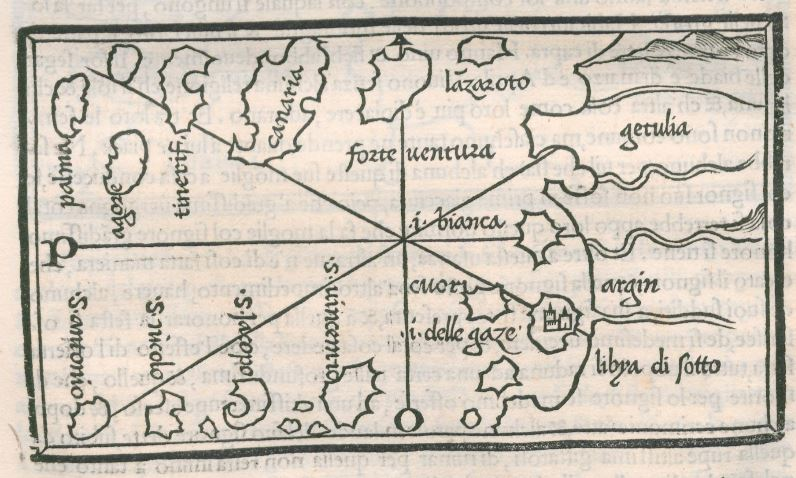
Abbildung Kanarische Inseln und Kap Verde
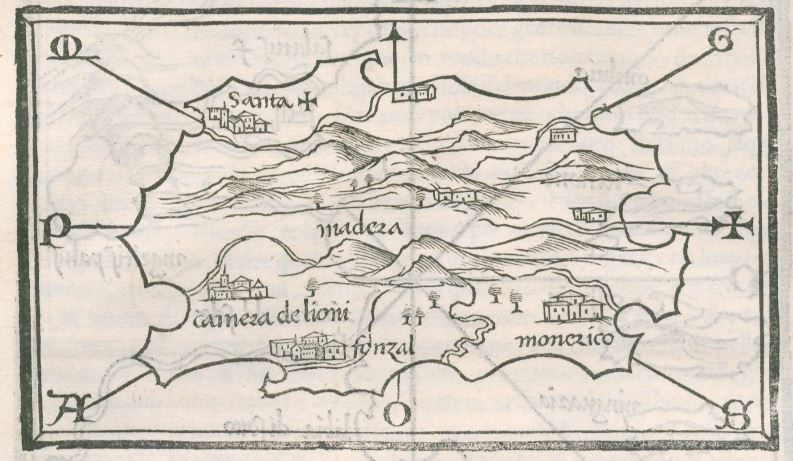
Abbildung Madeira
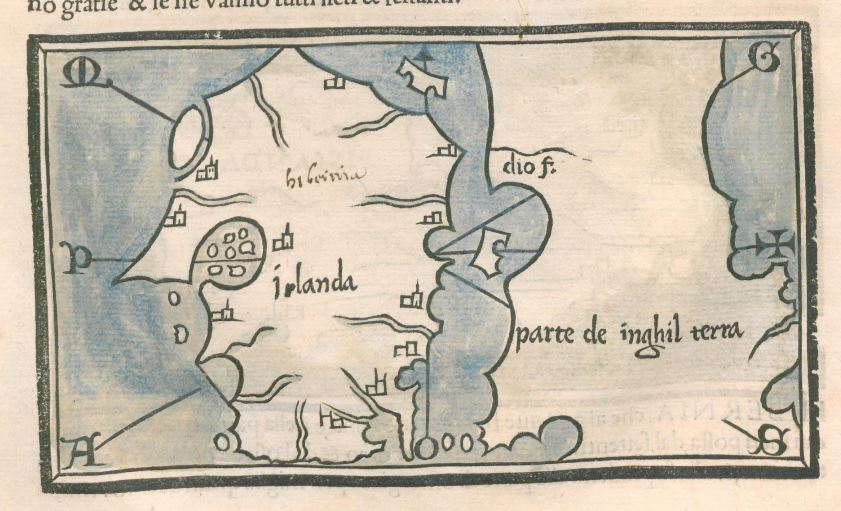
Abbildung Irland

- 1534 erscheint die zweite Auflage von Benedetto Bordones Buch Isolario (dt. Buch der Inseln) aus dem Jahr 1528, in dem er alle Inseln der bekannten Welt und deren Klima, Kultur, Geschichte, Folklore, Mythen und Kultur detailliert darstellt.[9]
- Vermutlich 1534 entsteht von einem unbekannten Künstler eine vogelperspektische Sicht auf die Stadt Gent in der Grafschaft Flandern. In der Bildmitte sind die drei charakteristischen Türme der Stadt – Sint-Niklaaskerk, Belfried und St.-Bavo-Kathedrale – zu sehen.[10]

Historische Karten (1534)
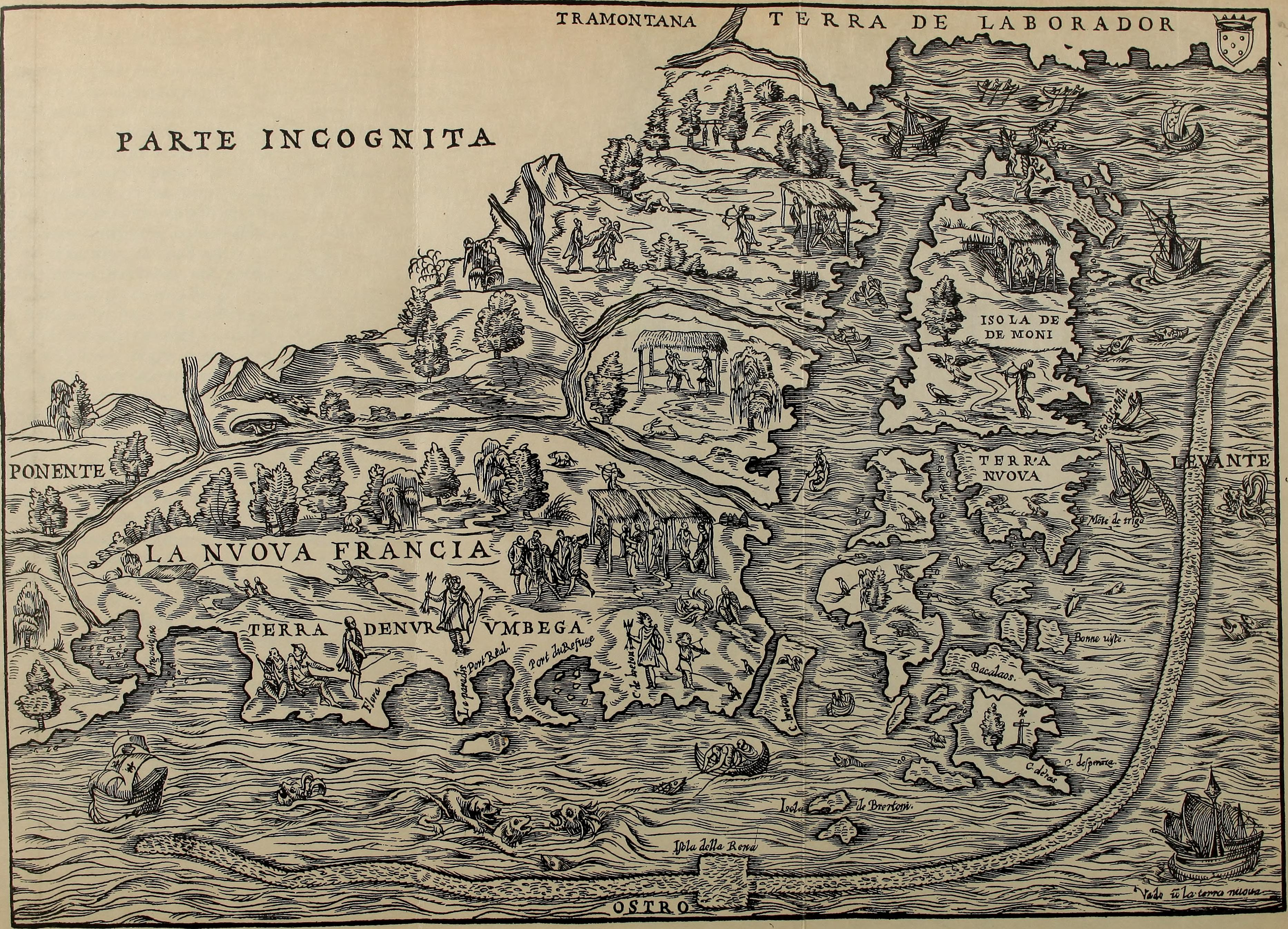
James P. Baxter –  A memoir of Jacques Cartier, ... (1534)
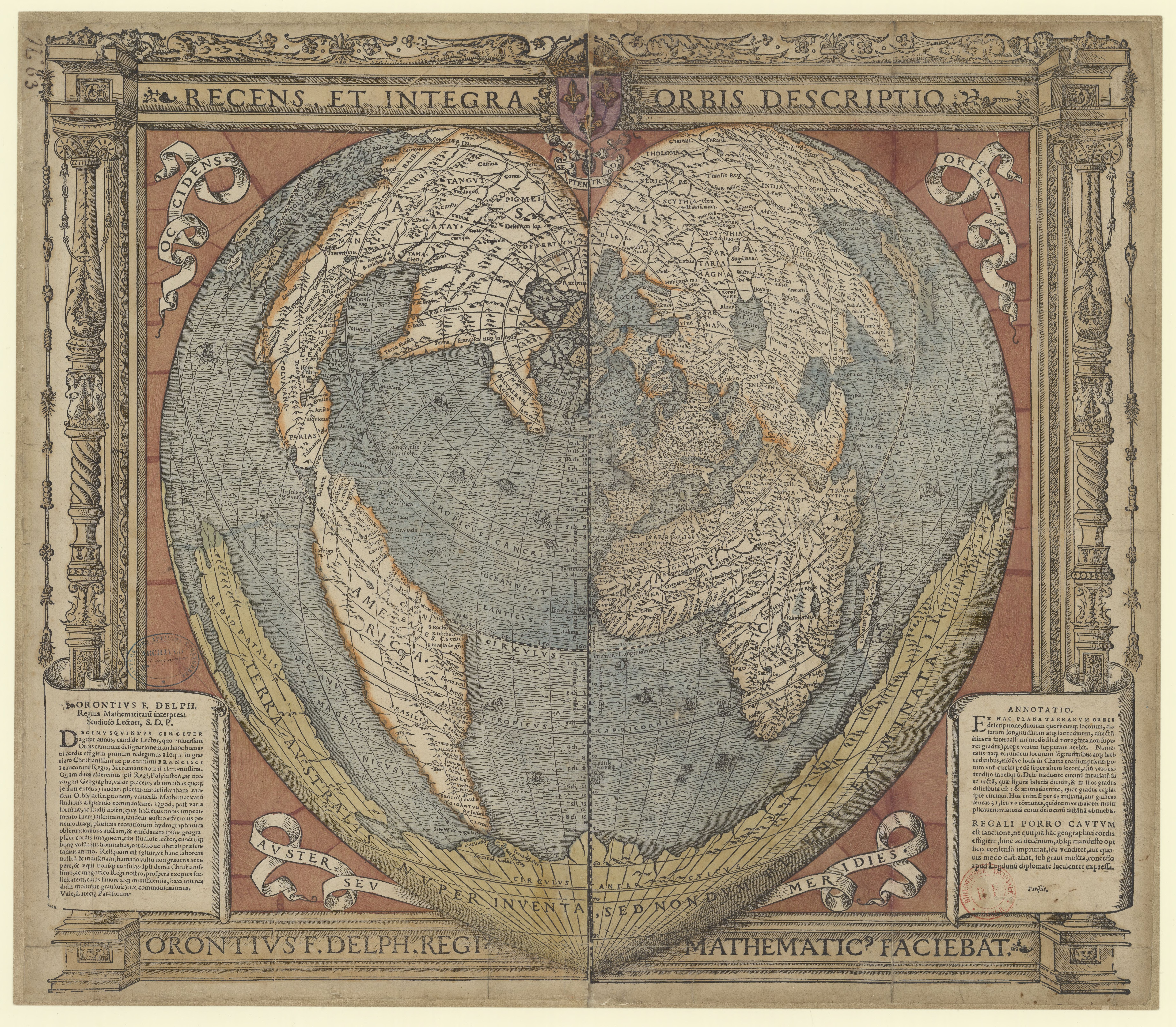
Oronce Fine – „Doppelherz-Weltkarte“ (1534)
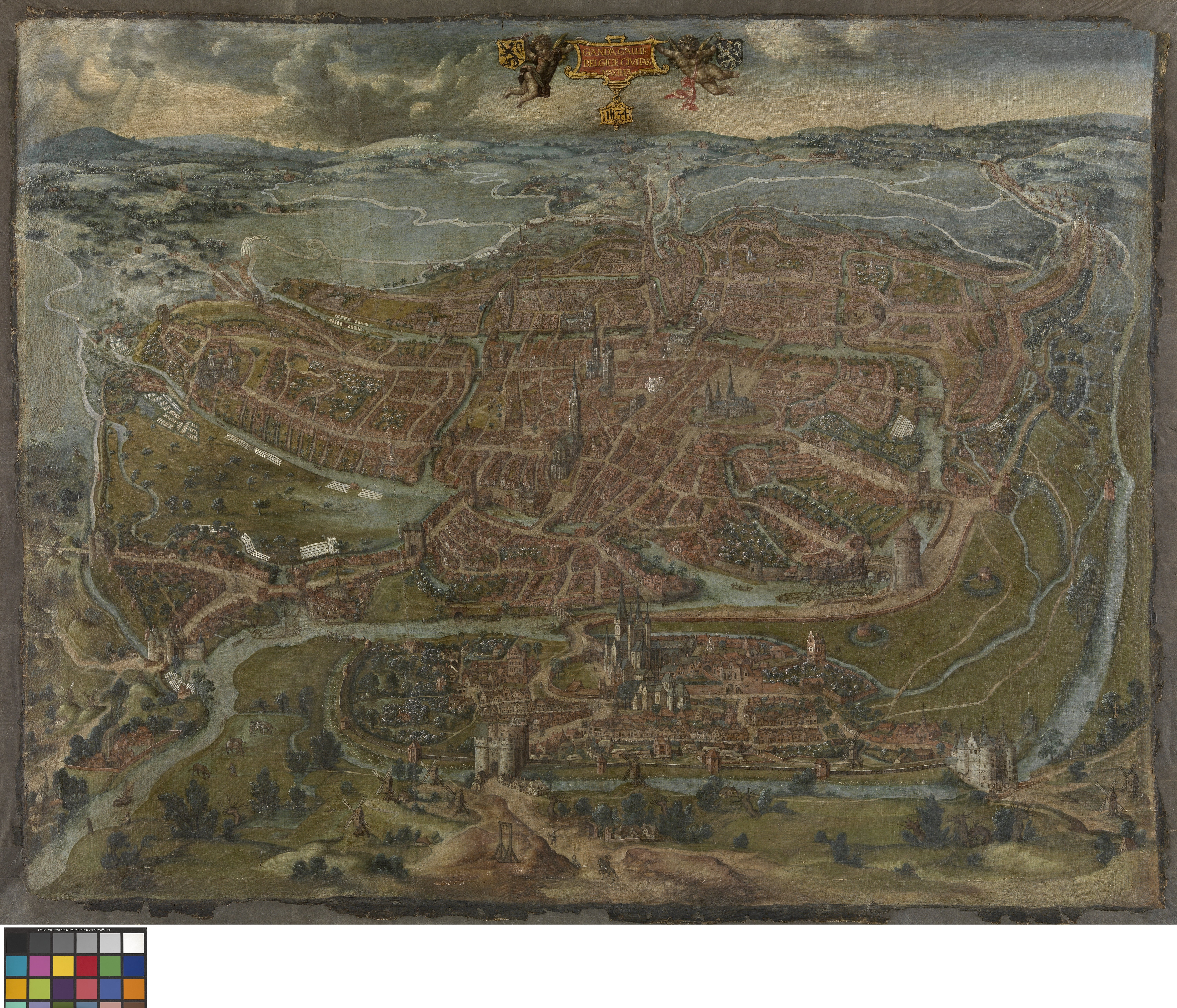
Unbekannter Künstler – Gent (1534)

### Strukturwissenschaften

#### Mathematik
- Peter Apian veröffentlicht in Nürnberg bei Johannes Petreius sein Buch Instrumentum primi mobilis, nunc primum et inventum et in lucem editum, ein für Astronomen, Navigatoren und Mathematiker bestimmtes Werk über Trigonometrie mit Sinustabellen.[11]
- Ebenfalls bei Johannes Petreius in Nürnberg erscheint 1534 das Buch Algorithmus demonstratus, herausgegeben von Johannes Schöner. Es handelt sich um ein Lehrbuch der Algorithmik.[12]

## Geboren

### Geburtsdatum gesichert
- 06. Januar: Andreas Fulda, deutscher Philologe und lutherischer Theologe († 1596)
- 06. Januar: Balthasar Sartorius, deutscher lutherischer Theologe († 1609)
- 19. März: José de Anchieta, spanischer Missionar, Jesuit und Sprachforscher († 1597)
- 000Juni: Daniel Scheps, deutscher Mediziner, Dichter, Chronist und Herr auf Bunzelwitz († 1609)
- 18. Juli: Zacharias Ursinus, deutscher reformierter Theologe († 1583)
- 24. Juli: Johannes Ferinarius, deutscher Pädagoge und lutherischer Theologe († 1602)
- 28. September: Samuel Eisenmenger, deutscher Mediziner, Theologe und Astrologe († 1585)
- 28. Oktober: Simon Pauli (der Ältere), deutscher lutherischer Theologe und erster Stadtsuperintendent von Rostock († 1591)
- 06. November: Joachim Camerarius der Jüngere, deutscher Arzt, Botaniker und Naturforscher († 1598)

### Genaues Geburtsdatum unbekannt
- Volcher Coiter, niederländischer Arzt, Anatom und Vogelkundler († 1576)
- Dietrich Flade, deutscher Jurist, kurfürstlicher Rat, Richter und Stadtschultheiß († 1589)
- Obertus Giphanius, deutscher Philologe und Jurist († 1604)
- Claudius Hollyband, britischer Romanist, Fremdsprachendidaktiker und Lexikograf französischer Herkunft († 1594)
- Sigismund Kohlreuter, deutscher Arzt und medizinischer Übersetzer († 1599)
- Jan Łasicki, polnischer Historiker und Theologe († 1602)
- Louis Le Caron, französischer Jurist, Philosoph und Schriftsteller († 1613)
- Pavao Skalić, kroatischer Enzyklopädist, Humanist und Abenteurer († 1575)

## Gestorben

### Todesdatum gesichert
- 09. Januar: Johannes Aventinus, deutscher Historiker und Chronist (* 1477)
- 06. Februar: Johannes Bernhardi, deutscher Rhetoriker und Physiker (* um 1490)
- 16. April: Ibn-i Kemal, osmanischer Şeyhülislam und Historiker (* 1468)
- 000April: Hermann von dem Busche, deutscher Humanist und Hochschullehrer (* 1468)
- 09. Juni: Johannes Böhm, deutscher Humanist und Rechtshistoriker (* um 1485)
- 21. Juli: Johannes Kingsattler, Rektor der Universität Tübingen (* 1486)
- 03. September: Konrad Blicklin, Jurist und Hochschullehrer (* um 1462)
- 08. November: William Blount, 4. Baron Mountjoy, englischer Adeliger und Gelehrter (* um 1478)
- 23. November: Otto Brunfels, deutscher Theologe und Botaniker (* 1488)
- 07. Dezember: Andreas Johannes Laskaris, Forschungsreisender und Humanist (* 1445)
- 13. Dezember: Paul von Middelburg, niederländischer Wissenschaftler und Bischof (* 1445)

### Genaues Todesdatum unbekannt
- Wichmann Kruse, deutscher Rechtswissenschaftler und katholischer Theologe der Reformationszeit (* 1464)
- Sebastian von Rotenhan, deutscher Ritter, Kartograf und Humanist (* um 1478)